# バミューダ法
バミューダ法（バミューダほう、英語: law of Bermuda）は、北大西洋にあるイギリスの海外領土バミューダの法体系であり、英米法系に属する。

## 法源
- 1620年時点のイングランド法の一切（コモン・ロー、衡平法および法律）：これらが当時のバミューダ法となっており、今もなお、他の法源による変更を受けない限りそのままである。
- バミューダ議会の制定する法律：あらゆる法分野について制定される。
- 委任立法
- バミューダの裁判所による判例：同等以下の裁判所を拘束する。
- イングランドおよびウェールズの裁判所による判例：バミューダにおいても効力を有するが、これは直接的に適用がある限りにおいてである。このことが問題となるのは、バミューダの制定法とイングランドおよびウェールズの制定法が通常は異なるためである。この顕著な例は、イングランドおよびウェールズにおける1998年のウールフ改革の実施以降に生じた。当該改革はバミューダには適用がなかったためである。その結果、バミューダの裁判手続に関する判例法は、現地の判例法を除き、その日以来停滞している。

## 移民
バミューダの住民の主要な分類は次のとおりである。
- バミューダ人（Bermudian）：バミューダ人の身分（status）を得る方法は次のとおり。

1. 出生：出生によりバミューダ人となることは可能であるが、単にバミューダにおいて出生したというだけではこの身分は得られない。出生によってバミューダ人とされるには、バミューダにおいて、バミューダ人身分を有する両親の間に生まれなければならない。
2. 長期間の居住：この方法によってバミューダ人身分を得た人々は、 口語的に、いくらかの軽蔑を込めて「身分上のバミューダ人」（status Bermudians）といわれる。もっとも、出生によるバミューダ人もバミューダ人身分を有するということができるのであるから、この呼び方は誤用ともいえる。

- バミューダ人の配偶者（spouse of a Bermudian）：この身分は、バミューダ人の権利（例えば雇用市場への自由なアクセス）の多くを得られるが、市民権を伴うものではない。この身分を有する人々はやがては自身の立場においてバミューダ人となる。もっとも、婚姻関係が失われれば、この身分は失われる。
- 永住者（permanent resident）：永住証（permanent residence certificate）を有する人々はバミューダに居住することができるが、彼らは市民ではないし、その子供は（自身の立場として身分上のバミューダ人となる場合を除けば）バミューダ人となることはできない。
- 出稼ぎ労働者（guest worker）：この身分を有する人々は、市民権を有しないし、就労してバミューダに居住するためには就労許可を要する。なお、出稼ぎ労働者の配偶者および未成年の子もまたバミューダに居住することができる。
- 不動産所有者（property owner）：免許（後記不動産参照。）を得て不動産を所有する者は、これによって市民権を得ることはないが、バミューダに居住することはできる。

## 会社
- バミューダでは次の2種類の会社を設立することが可能である。

1. 現地会社（local company）：60％以上をバミューダ人が所有するもの。
2. 免除会社（exempt company）：主として非バミューダ人が所有するもの。

- 大まかな原則としては（数多くの例外があるものの）、
  - 「現地会社」のみがバミューダにおいて取引をすることができる（外国会社ならびに非バミューダ人の個人事業者およびパートナーシップについても同様の規制がある。）
  - 「現地会社」は、租税を通じて現地経済に寄与することが期待される。
  - 「免除会社」は、バミューダにおいて物理的に存在してもよいし、従業員を雇用してもよい。

## 不動産
- バミューダにおける不動産譲渡は、一切登記されない。バミューダには、イングランドにおける1925年財産権法に相当するものはない。
- バミューダには譲渡所得課税はないが、不動産の売買および贈与には従価印紙税が課される。
- 一般に、バミューダの不動産は法人が保有することはできないが、例外として次のような場合がある。
  - 信託会社
  - コンドミニアムの管理会社
  - 大臣の許可を得た場合。ただし、厳格に限定する方針がとられている。
- バミューダの不動産は、非バミューダ人または非バミューダ人の利益となり得る信託においては保有することはできない。ただし、当該非バミューダ人のために免許が得られた場合を除く。当該免許の手数料は当該不動産の市場価格に対する相当程度の割合である。
- 一定の限られた例外を除き、非バミューダ人の有する不動産のみが、非バミューダ人にとって購入可能である。
- バミューダの不動産が信託において保有されることは珍しくない。

## 信託
- 免許を得ずに営業として受託者として行為することは違法である。一般に当該免許は法人のみに与えられるため、ほぼ全ての専門受託者は信託会社である。専門家が受託者として行為することができるのは、免許を得た信託会社と関係を有し、かつ、一定の機能を当該信託会社に委任する場合に限られる。
- 無償の私的な受託者がかなり一般的であるが、通常は域内信託のみである（後述）。
- 信託の居住地は受託者の居住地である。したがって、信託がバミューダ居住者とされるのは、受託者の過半がバミューダ居住者である場合に限られる。
- 一般にバミューダの租税法は非バミューダ資産の取扱いについて寛容である。非バミューダ資産には、外国通貨も含まれ、これはバミューダの銀行が保有する場合であってでもある。非バミューダ資産の信託、当該資産により生み出される所得、その売却、その受益者への分配については、バミューダにおいては租税（印紙税など）は通常課されない。他のオフショア金融センターないしタックス・ヘイヴンと同様に、このことが高税率法域の委託者および受益者によるバミューダ信託の利用を推進してきた。
- 対照的に、バミューダ資産が信託される場合には一般に従価印紙税が課される。
- バミューダにおいては、法律上、非慈善目的信託が認められる。
- 域内信託（バミューダ人により設定されたバミューダ人を受益者とする信託）は一般的である。これは、印紙税制によるもので、相続財産中のバミューダ資産についてはその価額の15％までの課税があるものの、裁量信託の受益権には課税されないためである。

## 訴訟およびバミューダの裁判所制度
数多くの審判所（tribunal）に加え、バミューダには3層の裁判所制度がある。
1. 治安判事裁判所（Magistrates Court）：主として刑事事件を管轄する。
2. 高位裁判所（Supreme Court）：民刑事事件を管轄し、イングランドにおける刑事法院（Crown Court）、州裁判所（county court）および高等法院（High Court）に相当する。
3. 控訴院（Court of Appeal）はイングランドの控訴院（Court of Appeal）に相当する。ロンドンの枢密院に対してさらに上訴することも可能である。